# Puentedura
Puentedura – gmina w Hiszpanii, w prowincji Burgos, w Kastylii i León, o powierzchni 16,39 km². W 2011 roku gmina liczyła 133 mieszkańców.